# 09I型核潜艇
09I型核潜艇（北約代號:“漢級”，英文：Han-class）是中华人民共和国研制的第一种核潜艇，1970年起陆续建成服役，共建造5艘，部署在中国人民解放军海军北海舰队。

## 建造历史
中国核潜艇计划起始于1958年6月，當時由於中苏交恶，蘇聯不提供支持，在没有外来帮助的情况下举步维艰，更被迫于1963年起暫時搁置。從而在1965年起，中国开始建造陆上的模拟反应堆作为未来核潜艇的动力試驗。解放军海军制订了研制两种核动力潜艇的计划，包括一种核动力攻击型核潜艇，以及在此基础上改装出的弹道导弹核潜艇。1969年起，一个顶尖科学家小组开始投入核潜艇研制计划，总设计师是彭士禄，副总设计师为黄旭华、赵仁恺、黄纬禄。中国于同期建造了核潜艇的配套设施，包括位于四川绵阳的陆基实验性核反应堆、辽宁葫芦岛造船厂的核潜艇船坞，以及配套的鱼雷、声纳和导弹等。
第一艘09I型核潜艇（长征1号，舷号401）于1966年开始总体设计，并建造了一个1:1的实体模型。1968年5月开始放样，11月开始总体建造并于1970年4月完成了首艇的总体试水。同时陆上模式反应堆也于1970年4月28日安装完毕，并在5月1日正式开始试车。7月30日陆上模式堆即达到满功率运行，指标完全符合设计要求。同年12月26日下水舾装。1971年4月1日至8月16日首艇开始码头系泊实验，4月底开始向艇上核反应堆装填核燃料，6月反应堆达到热态临界。7月1日实现了在核潜艇上以核能发电，随后进行了首艇主机试车，动力装置联调等工作。1971年8月23日7时40分，091型首艇1701（当时舷号，后改为401）从应急推进电机转换为核动力航行状态。1974年8月1日建军节，长征1号正式入役。1977年到1990年间又陆续建造了4艘09I型核潜艇，分别命名为长征2号-长征5号，舷号402-405。所有的09I型核潜艇都部署在北海舰队，以青岛为母港。
09I型核潜艇自服役以来一直受到各种问题的困扰，包括水下噪音过大、武器系统不完备等。该型艇的前两艘（401、402艇）于1980年代末接受了升级改装，并于2000-2001年退役。403和404艇较早期的09I级有较大不同，一开始即加装了消声瓦，各种设备均进行了升级，全艇长度亦长了8米，同时亦于1998年进行了进一步升级，安装了效率更高的消声瓦，可能改装线导型鱼-6鱼雷和改进型鱼-3鱼雷，并具备水下发射鹰击-82型反舰导弹的能力，目前该型艇的后三艘仍在服役。

## 概况

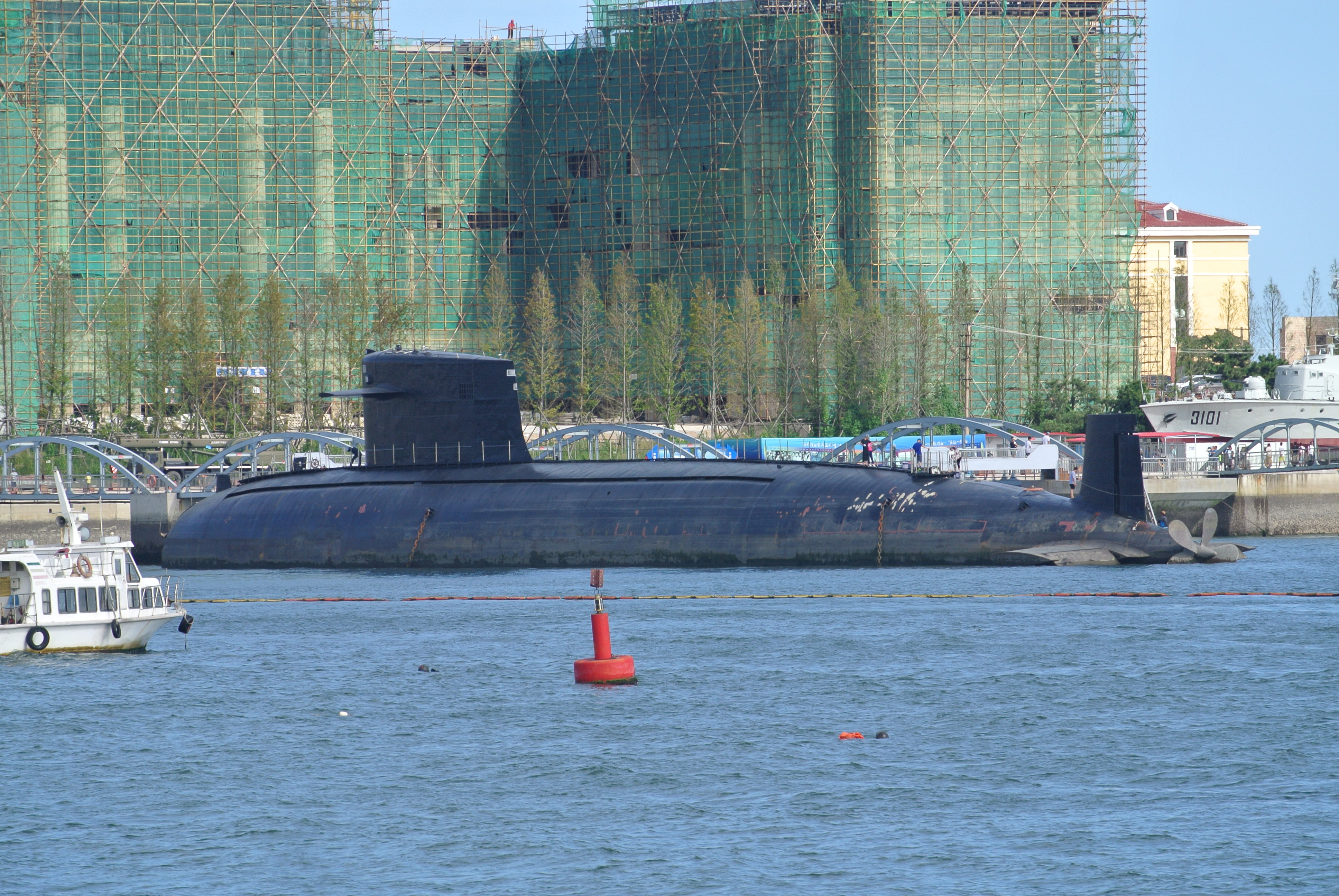
停靠在中国海军博物馆码头的长征一号核潜艇

09I型核潜艇采用锥尾、单轴单桨，围壳舵与十字型尾操作面布局，双层船壳，配备4个尾舵。艇上设7个水密舱，艇上主要设备都位于甲板的第二层，包括潜望镜、舰载雷达、通讯和卫星导航设备等。简氏防务周刊认为，自403号艇开始，该型艇的船身延长了8米，以便安装潜射型鹰击-82反舰导弹和配套的火控系统，鹰击-82通过533毫米鱼雷发射管发射。
该型艇配备6具533毫米鱼雷发射管，携带约20枚鱼雷，包括鱼-1、鱼-3和鱼-4等。也可携带36枚水雷。电子设备方面，包括多用途战斗数据和指挥系统、I波段搜索雷达、中频声纳和DUUX-5型低频声纳，并携带921-A型雷达预警系统。动力来自一台90兆瓦压水反应堆。由於其性能不佳，09I型核潜艇通常只在中国近海活动，有时也会前出到敏感海域。
2004年11月10日，一艘09I型核潜艇进入日本的石垣岛与多良间岛之间的日本领海被发现，海上自卫队派出护卫舰和反潜机进行了监视，但日本政府在事发三小时后才下达海上警备行动命令，引起日本国内轩然大波，这就是著名的汉级核潜艇穿越事件。中国随后对此发表声明，并表示这艘潜艇是由于技术故障误入日本领海的。
2009年4月23日，该型潜艇在中国海军60周年阅兵仪式上公开亮相。
2015年4月26日中國海軍09I改進型核潛艇在亞丁灣巡航，並與中國海軍的護航艦艇組成編隊航行，任務持續時間長達2個多月。
2016年10月15日，中國首艘该型潜艇舷號401艦名長征一號退出現役後，經過徹底的去核化處理，現已進駐青島的中国海军博物馆碼頭，標誌著中國核潛艇從研製生產、使用管理到退役處置形成全壽命保障能力。
2017年4月23日起，退役后进驻中国海军博物馆的401艇对公众开放。

## 轶事
中国核潜艇工程的保密代号，据称最初是“07”，延续自常规潜艇的代号序列“06”。据《见证中国核潜艇》作者杨连新走访的结果，1959年12月海军某高级干部在批评右倾机会主义错误的大会上发言时，泄露了“07”绝密工程的性质。此后经申请批复，代号“07”于1960年1月改为“09”。